# Kurt Uhlig (Schauspieler)
Kurt Uhlig (* 27. April 1887; † 6. Dezember 1943 in Kassel) war ein deutscher Schauspieler. Bei dem Stummfilm Weib (1920) hat er außerdem als Ko-Regisseur mitgewirkt.

## Leben
Kurt Uhlig debütierte im Jahr 1909 in Stettin am dortigen Stadttheater und ging 1911 an das Stadttheater Plauen. Von 1912 bis 1914 war er am Stadttheater Basel engagiert. Ab 1914 wirkte er bis zu seinem Tod am Königlichen Hoftheater, später Preußisches Staatstheater Kassel, in Kassel. Uhlig galt als einer der besten Schauspieler Kassels und spielte oft den jugendlichen Helden. Zu seinen Bühnenrollen gehörten u. a. der Prinz von Homburg, Ferdinand in Kabale und Liebe und die Titelrolle in Peer Gynt. Später wechselte er ins Rollenfach der sog. „Heldenväter“.
Im Ersten Weltkrieg wurde er als Frontoffizier mehrfach verwundet und litt zeitlebens an den gesundheitlichen Folgen seiner Verwundung. Er wurde mit dem Eisernen Kreuz zweiter Klasse ausgezeichnet. Kurt Uhlig starb im Dezember 1943 im 56. Lebensjahr nach der Premierenfeier für die Aufführung von Johann Wolfgang von Goethes Iphigenie auf Tauris, in der er die Rolle des Arkas spielte, in Bad Hersfeld, wo das kriegsbedingt verlagerte Preußische Staatstheater Kassel am Vorabend gespielt hatte, an einem Herzschlag.
Uhlig war verheiratet mit der Opernsängerin Margarete Maschmann. Die Eheleute trennten sich nach Kurt Uhligs Heimkehr aus dem Ersten Weltkrieg in gegenseitigen Einvernehmen. Beider Tochter war die Schauspielerin Anneliese Uhlig.

## Filmografie
- 1920: Weib (auch Ko-Regie)
- 1934: Liebe, Tod und Teufel
- 1940: Feinde
- 1941: Jenny und der Herr im Frack

## Theater
- 1913: Theodor Körner Zriny (Lorenz Juranitsch) – Regie: Max Grube (Rheinischer Goetheverein im Stadttheater Düsseldorf)
- 1922: Friedrich Hebbel: Der gehörnte Siegfried und Siegfrieds Tod (Hauptdarsteller) – Regie: ? (Preußisches Staatstheater Kassel)[3]
- 1925: Dietzenschmidt: Vom lieben Augustin (Augustin) – Regie: Rolf Prasch (Preußisches Staatstheater Kassel)
- 1933: Hans Fritz von Zwehl: Aufruhr in Flandern (Lamm Dickwanst) – Regie: Ernst Wendt (Preußisches Staatstheater Kassel)
- 1935: Walter Kollo: Die Alten und die Jungen (Droschkenkutscher) – Regie: Otto Henning (Plaza Berlin)
- 1936: Franz Lehár: Die lustige Witwe – Regie: ? (Plaza Berlin)
- 1936: Johann Strauss: Eine Nacht in Venedig (Herzog Guido von Urbino) – Regie: Georg Wörtge (Theater des Volkes, Städtisches Theater am Albertplatz, Dresden)
- 1936: Werner von der Schulenburg: Schwarzbrot und Kipfel (Pommernbaron) – Regie: Martin Gien (Preußisches Staatstheater Kassel)

## Ehrungen
- Staatsschauspieler[5]